# Željko Šakić
Željko Šakić (ur. 14 kwietnia 1988 w Zagrzebiu) – chorwacki koszykarz występujący na pozycjach skrzydłowego oraz środkowego, aktualnie zawodnik BC Lietkabelis.
7 września 2018 został zawodnikiem Stelmetu BC Zielona Góra. W lipcu 2019 przeniósł się do litewskiego BC Lietkabelis.

## Osiągnięcia
Stan na 12 września 2018, na podstawie, o ile nie zaznaczono inaczej.
Klubowe
- Mistrz:
  - Bośni (2011, 2012)
  - Bułgarii (2016)
- Wicemistrz:
  - Bośni (2013)
  - Chorwacji (2017)
- Zdobywca pucharu:
  - Bośni (2012)
  - Rumunii (2018)
- Finalista pucharu:
  - Bośni (2013)
  - Bułgarii (2016)

Indywidualne
(* – nagrody przyznane przez portal eurobasket.com)
- MVP:
  - ligi bułgarskiej (2016)*
  - kolejki ligi:
    - adriatyckiej (19 - 2012-2013, 5, 6 - 2016-2017)
    - Endesa (4 - 2014-2015)
- Najlepszy*:
  - skrzydłowy ligi:
    - bałkańskiej (2011)
    - rumuńskiej (2018)

  - środkowy bułgarskiej (2016)
- Zaliczony do*:
  - I składu:
    - ligi:
      - bałkańskiej (2011)
      - bułgarskiej (2016)
      - chorwackiej (2017)
      - rumuńskiej (2018)

    - All-Europeans ligi bałkańskiej (2011)
    - defensywnego ligi bośniackiej (2013)
    - najlepszych:
      - zagranicznych zawodników ligi bośniackiej (2013)
      - zawodników krajowych ligi chorwackiej (2017)

  - II składu ligi bośniackiej (2011–2013)
- Uczestnik meczu gwiazd ligi:
  - chorwackiej (2010)
  - bułgarskiej (2016)

Reprezentacja
- Złoty medalista kwalifikacji olimpijskich (2016)
- Uczestnik:
  - igrzysk olimpijskich (2016 – 6. miejsce)
  - kwalifikacji do mistrzostw świata (2017)
  - mistrzostw Europy:
    - 2015 – 9. miejsce
    - U–20 (2008 – 12. miejsce)
    - U–18 (2006 – 10. miejsce)

  - turnieju Alberta Schweitzera (2006 – 4. miejsce)